# William Averell Harriman
(William) Averell Harriman (ur. 15 listopada 1891 w Nowym Jorku, zm. 26 lipca 1986 w Yorktown Heights) – amerykański polityk, dyplomata i biznesmen, ambasador USA w ZSRR (1943–1946). Uczestnik konsultacji trzech mocarstw wynikających z ustaleń konferencji jałtańskiej w sprawie powołania Tymczasowego Rządu Jedności Narodowej w Polsce (1945).

## Życiorys

### Wczesne lata i rodzina
Urodził się w Nowym Jorku w rodzinie magnatów kolejowych. Od najmłodszych lat był więc sposobiony do kariery biznesowej. W 20-leciu międzywojennym próbował inwestować w budowę elektrowni w Polsce, ale rząd II RP nie zgodził się na to, z uwagi na jego powiązania z kapitałem niemieckim.

### Kariera polityczna

#### Kariera dyplomatyczna w czasie wojny
Harriman był związany z Partią Demokratyczną. Z tej racji był bliskim współpracownikiem prezydenta Franklina D. Roosevelta. Pełnił funkcję jego zaufanego ambasadora do specjalnych poruczeń, szczególnie w Europie.
W czasie II wojny światowej brał udział w pracach nad Kartą Atlantycką, w konferencjach alianckich oraz był ambasadorem w ZSRR w latach 1943–1946. Jego następcą na tym stanowisku był Walter Bedell Smith.
W latach 1946–1948 piastował stanowisko sekretarza handlu w gabinecie prezydenta Harry’ego Trumana.

#### Gubernator stanu Nowy Jork
W 1954 został wystawiony przez demokratów jako kandydat na gubernatora swego rodzinnego stanu. W owym czasie stanowisko to zajmował republikanin Thomas Dewey, który dwukrotnie (1944 i 1948) mimo swej popularności był pokonywany przez kandydatów demokratów w wyborach prezydenckich.
Dewey poparł swego protegowanego Irvinga M. Ivesa, który jednak przegrał z Harrimanem.
Harriman pełnił urząd gubernatora do 1958 roku (ściślej rzecz ujmując: opuścił urząd w styczniu roku następnego), kiedy pokonał go przyszły Wiceprezydent USA Nelson Rockefeller, mimo że ten rok był uważany powszechnie za „rok demokratów”.

#### Kandydat prezydencki
Wielu prominentnych demokratów, m.in. były prezydent Harry Truman, popierało w latach 1952 i 1956 kandydaturę Harrimana na prezydenta USA. Ale ostatecznie nominację w obu przypadkach uzyskał Adlai Stevenson II, który za każdym razem przegrywał z Dwightem Eisenhowerem.

#### Ponownie ambasador i członek rządu
Prezydent John F. Kennedy ponownie powołał Harrimana na stanowisko ambasadora do specjalnych poruczeń (zwanego też czasami lotnym ambasadorem). Jednakże szybko, bo w listopadzie 1961, został podsekretarzem stanu ds. wschodnich. Zaś w kwietniu 1963 podsekretarzem stanu ds. politycznych. Pod rządami Lyndona Johnsona, ponownie został ambasadorem.
Odegrał istotną rolę w puczu, który w 1963 obalił prezydenta Wietnamu południowego Diema.
Harriman został odznaczony prezydenckim Medalem Wolności w 1969 roku.
Podczas negocjacji pokojowych z Demokratyczną Republiką Wietnamu (DRW) pełnił rolą szefa negocjatorów w Paryżu.

### Życie prywatne
Był trzykrotnie żonaty. Pierwszą była Kitty Lanier Lawrence, która zmarła w 1936 roku. Drugą Marie Norton Whitney, która rozwiodła się ze swoim dotychczasowym mężem, Corneliusem Vanderbilt Whitneyem, by poślubić Harrimana. Trzeci związek małżeński, który trwał do jego śmierci, zawarł w 1971 z Pamelą Digby Churchill, byłą żoną syna Winstona Churchilla Randolpha. Wcześniej Harriman był jej kochankiem.

## Odznaczenia
- Prezydencki Medal Wolności[1]
- Medal za Zasługi[2]